# Grăniceri (Arad)

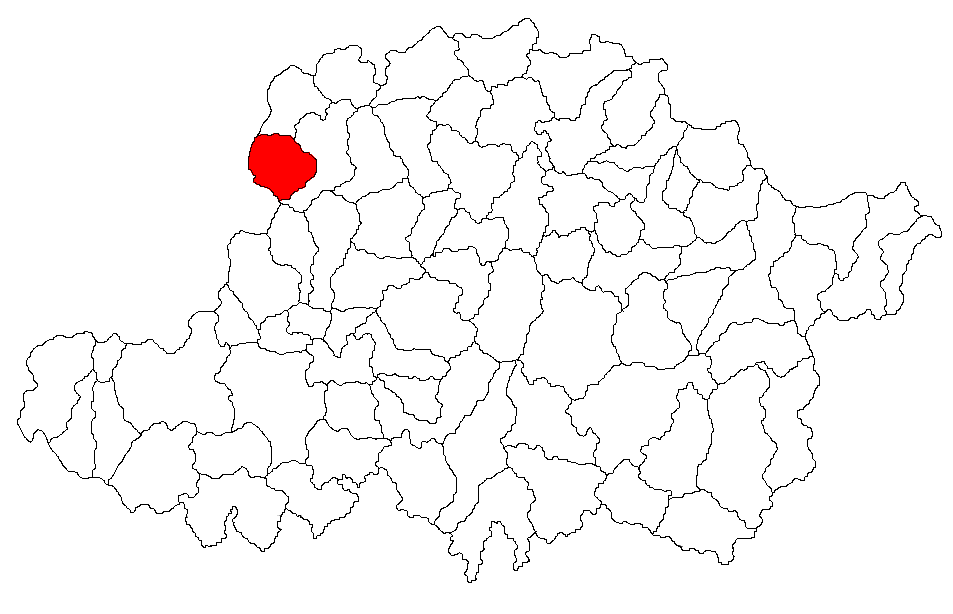
Lage von Grăniceri im Kreis Arad

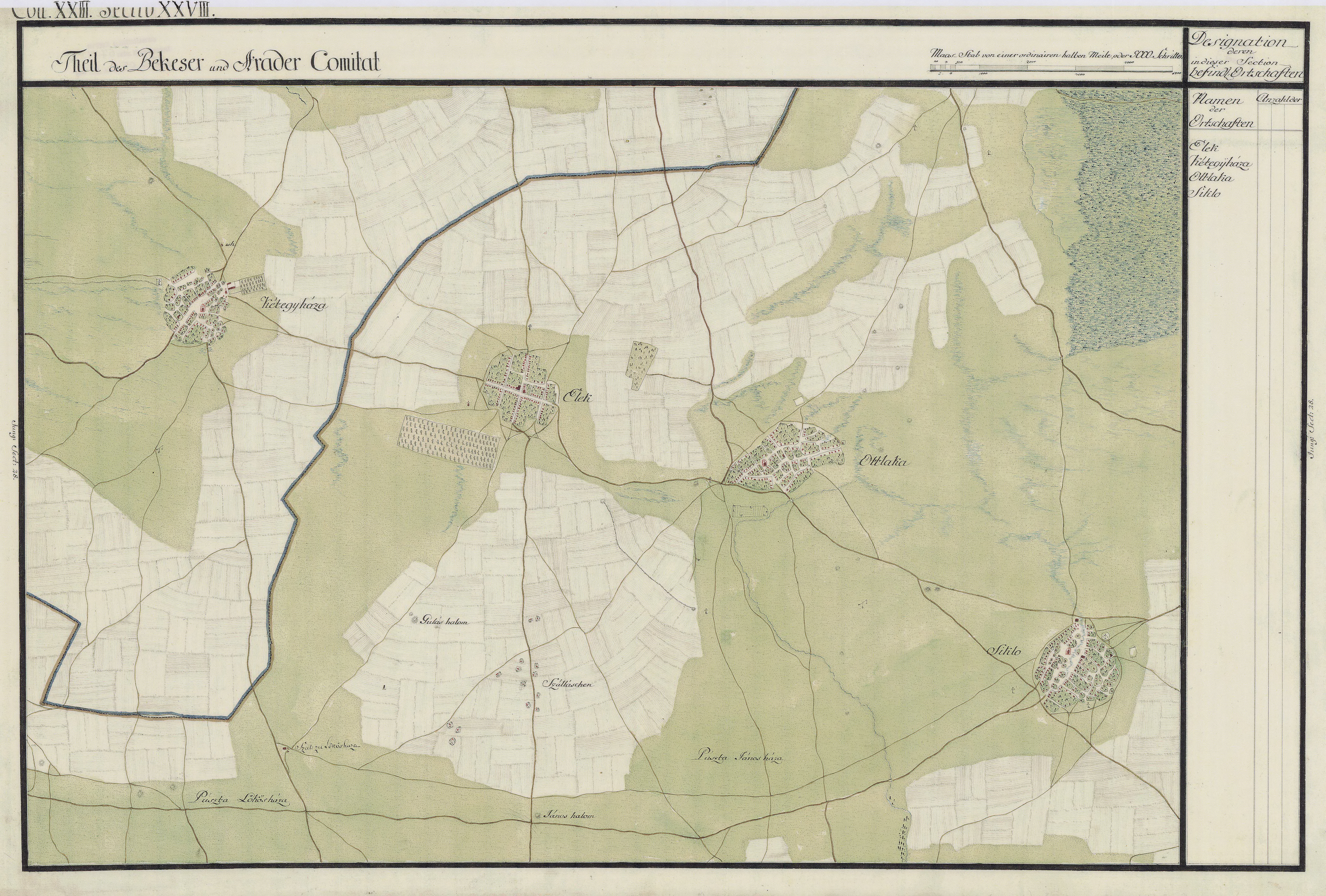
Grăniceri (Ottlaka) auf der Josephinischen Landaufnahme von 1782–1785.

Grăniceri (deutsch Ottlaka, ungarisch Ottlaka) ist eine Gemeinde im Kreis Arad, im Kreischgebiet, im Westen Rumäniens. 

## Geografische Lage
Grăniceri liegt in der Kreischebene, an der Grenze zu Ungarn, in 61 km Entfernung von der Kreishauptstadt Arad und 18 km von Chișineu-Criș.

## Nachbarorte
| Békéscsaba | Gyula                                       | Pilu          |
| Elek       | Kompassrose, die auf Nachbargemeinden zeigt | Chișineu-Criș |
| Lőkösháza  | Sânmartin                                   | Șiclău        |

## Geschichte
Die erste urkundliche Erwähnung der Ortschaft Otlaca stammt aus dem Jahr 1438. Im Laufe der Jahrhunderte traten verschiedene Schreibweisen des Ortsnamens in Erscheinung: Olthlaka (1438), Othlaka (1453, 1499), Otlaka (1808), Ottiaka, Otlaka (1851), Ottlaka (1888), Ottlaka (1913), Otlaca (1909), Grăniceri (1920).
1453 war das Gut im Besitz der Familie Kecsri/Kekser, 1497 ging es in den Besitz der Familie Miskey über und 1519 gehörte es Georg Brandenburg. 1520 erwarb Gall Istvan Otlaka, 1522 gehörte es der Familie Galilar und 1560 war die Familie Kiszerjenyi Gutsherr von Otlaka. Auf einer Karte von 1558 vermerkte Marki Sandor Otlaca als kleine Ortschaft mit 1–20 Häusern. Zu dieser Zeit war Artandy Coloman Gutsherr von Ottlaka, anschließend Hagyuias Cristofor und schließlich Hocskay Stefan. 1732 schenkte König Karl III. Otlaca dem Herzog von Modena.
Nach dem Frieden von Karlowitz (1699) kam Arad und das Maroscher Land unter österreichische Herrschaft, während das Banat südlich der Marosch bis zum Frieden von Passarowitz (1718) unter Türkenherrschaft verblieb. Auf der Josephinischen Landaufnahme von 1717 ist Ottlaka eingetragen.
1860 wurden hier Deutsche aus Elek angesiedelt. Infolge des Österreichisch-Ungarischen Ausgleichs (1867) wurde das Arader Land dem Königreich Ungarn innerhalb der Doppelmonarchie Österreich-Ungarn angegliedert. Die amtliche Ortsbezeichnung war Ottlaka.
Der Vertrag von Trianon am 4. Juni 1920 hatte die Grenzregulierung zur Folge, wodurch die Ortschaft an das Königreich Rumänien fiel. 1920 erhielt die Ottlaka den Ortsnamen Grăniceri.
2017 wurde der Grenzübergang Grăniceri-Elek wiedereröffnet, nachdem er 1948 geschlossen worden war.

## Bevölkerungsentwicklung
| 1880 | 5990 | 5299 | 337 | 245 | 109            |
| 1910 | 6364 | 5748 | 235 | 312 | 69             |
| 1930 | 5902 | 5495 | 44  | 286 | 77             |
| 1977 | 3296 | 2999 | 23  | 116 | 158            |
| 1992 | 2462 | 2163 | 32  | 64  | 203            |
| 2002 | 2596 | 2329 | 34  | 40  | 193            |
| 2021 | 2203 | 1763 | 10  | 8   | 422 (285 Roma) |

## Persönlichkeiten
- Max Herz (1856–1919), Architekt[8][9][10][11]